# Stupa Boudhanath
Stupa Boudhanath (nepalščina: बौद्ध स्तुपा, imenovan tudi Khāsa Chaitya, Nepal Bhasa Khāsti, standardno tibetansko Jarung Khashor, Wylie bya rung kha shor) je stupa v Katmanduju, Nepal . Stoji približno 11 km iz središča in severovzhodnega obrobja Katmanduja. Stupina masivna mandala je ena največjih sferičnih stup v Nepalu. 
Budistična stupa dominira obzorjem in je ena največjih unikatnih zgradb na svetu. Veliko število beguncev iz Tibeta je zahtevalo gradnjo več kot 50 gomp (tibetanski samostan) okrog Boudhanatha. Od leta 1979 je stupa na Unescovem seznam svetovne dediščine. Skupaj s stupo Svajambu je med najbolj priljubljenimi turističnimi kraji na območju Katmanduja.
Stupa je na starodavni trgovski poti iz Tibeta, ki vstopa v dolino Katmanduja do vasi Sankhu v severovzhodnem kotu, mimo stupe Boudhanath do starodavne in manjše stupe Chā-bahī z imenom Charumati stupa (pogosto imenovanega "Mala Boudhanath") . Nato zavije naravnost proti jugu, nad reko Bagmati do Lalitpurja (zgodovinski Patan), s čimer se izogne glavnemu mestu Katmanduju (ki je bil ustanovljen pozneje). Tibetanski trgovci so tu več stoletij  počivali in darovali molitve. Ko so begunci iz Tibeta v 1950-ih letih vstopili v Nepal, so se mnogi odločili, da bodo živeli okoli Boudhanatha. Stupa naj bi vsebovala ostanke Kassapa Bude

## Mitologija

### Legenda izgradnje stupe po nevarski budistični mitologiji
V skladu z zgodovino Nepala je nekoč stala palača kralja Bikramaditye (kralj iz rodbine Licchavidov), kjer stoji palača Narayanhity. Kralj Vikramaditya je naročil, naj se na južnem delu dvorišča zgradi Dhunge Dhara. Ampak ni bilo nobenega znaka vode iz Dhunge Dhara, za katero se je kralj posvetoval z astrologi. Astrologi so predlagali, da bi bilo treba izvesti človeško žrtvovanje z moškim kandidatom, ki ima Battis-Lakshanas ali dvaintrideset popolnosti . Primerni kandidati so bili le sam kralj in njegova dva kneza. Torej se je kralj odločil, da se bo žrtvoval in naročil enemu od svojih sinov, da ga bo žrtvoval, da bi se lahko videl znak vode v Dhunge Dhari. V skladu z lokalno mitologijo je glava med žrtvovanjem odletela na mesto v bližini templja Sankhu Bajrayogini. 
Princ je nato z obžalovanja vrednim srcem odletel s kokošjo z vrha Bajrayoginija in se odločil zgraditi stupo, kjer je kokoš pristala. Kokoš je pristala na mestu, kjer trenutno stoji stupa Boudhanath. V istem času je mesto zadela s sušo in ljudem je uspelo zmanjšati pomanjkanje vode z zbiranjem kapljic rose. Tako se je kraj imenoval Khāsti kot v Nepal Bhasa, khas pomeni 'rosa in ti 'kapljice'.
Kasneje je njegovo veličanstvo vlada Nepala preimenovalo mesto iz Khasti v Boudhanath, da bi odražalo hinduizem kot je to pri hindujskem narodu.

### Legenda o izgradnji stupe po tibetanski budistični mitologiji
»Vas, ki obkroža veliko Kāśyapa stupo, je splošno znana po imenu Bauddha. ..., ki se v tibetanščini imenuje Yambu Chorten Chenpo (tibetansko ཡམ་བུའི་མཆོད་རྟེན་ཆེན་པོ།,  Wylie: yam bu'i mchod rten chenpo). Jya Lung Khashor Chorten Chenpo, ki se lahko dobesedno prevede kot 'Chorten zaradi vrvi iz kurje kože kot obljuba'. Stupa ima zanimivo zgodovino, ki pojasnjuje to čudno ime. Ta pravi v zgodbi, da je bil Kāśyapa Buda, ki je živel dolgo časa pred Śākyamuni Buḍa, po smrti Kāśyapa Bude, je določena stara ženska Ma-jha-zi-ma (tibetansko: མ་བྱ་རྫི་མ།, Wyle: ma bya rzi ma), ki je imela kokoši na kmetiji, s svojimi štirimi sinovi, pokopala ostanke tega velikega modreca na mestu, kjer stoji velika gomila, ki jo je zgradila sama ženska. Preden je začela graditi, je prosila takratnega kralja za majhen košček zemlje kot je velika kurja koža in dobila dovoljenje, da nadaljuje z gradnjo stolpa. Kralj je bil presenečen, kako ga bo zgradila na tako majhni površini in ji obljubil tako zemljišče in dovoljenje. Nato je previdno razrezala kožo in naredila vrv iz kože (lung) in krožila po območju. To je postalo velikosti sedanjega območja Bouddhanatha. Do takrat, ko so zaradi velikih žrtev ženska in njenih štirje sinovi dokončali gradbene temelje, so tisti, ki so jo videli, bili presenečeni nad velikostjo. Še posebej je to veljalo za visoke uradnike v državi, ki so vsi rekli, da če bi taka revna stara dama lahko dokončala gradnjo tako mogočnega stolpa, bi morali sami posvetiti tempelj tako velik kot gora in tako odločili, da bo kralja pozval, naj ne dovoli nadaljnje gradnje. Ko je kralj pristopil k tej zadevi, je njegovo veličanstvo odgovorilo: »Končal sem z naročilom, da ženska nadaljuje z delom. Kralji ne smejo pojesti svojih besed in ne morem razveljaviti svojih ukazov«, kar je znano kot (Kha-Shor), zato je ime prišlo kot Jya Lung Khashor. Torej je bilo dovoljeno, da je stolp končan in s tem njegovo edinstveno ime, Jya Lung Kha-shor Chorten Chenpo. Raje pa mislim, da je stolp moral biti zgrajen po času Śākyamuni Buddha, ker je zgornji opis iz tibetanskih knjig drugačen od zapisov v sanskrtu, ki so zanesljivejši od tibetanskih.« . Nepalski zgodovinarji pa to zgodovino zavračajo, ker so jo slišali šele po ustanovitvi tibetanskih beguncev v Nepalu. 

## Zgodovina
Gopālarājavaṃśāvalī pravi, da je Boudhanath ustanovil nepalski kralj Śivadeva iz rodbine Licchavidov (ok. Leta 590-604); čeprav druge nepalske kronike izvirajo iz vladavine kralja Mānadeve (464-505) . Tibetanski viri trdijo, da je bilo na mestu, kjer so v poznem 15. ali v začetku 16. stoletja izkopavali, odkrili kosti kralja Aṃshuvarmā 605-621. 
Najzgodnejše zgodovinske omembe Khaasti Chaitya najdemo v Kroniki Nevarcev. Prvič, Khaasti se omenja kot ena od štirih stup, ki jih je našel licchavidski kralj Vrisadeva (ca. leta 400) ali Vikramjit. Drugič, nevarska legenda poreklo stupe pripisuje sinu kralja Dharmadeve, Manadeva kot odkupnino za njegovo pisanje o umoru Manadeva, saj je bil veliki kralj vojaški osvajalec in mecen umetnosti, ki je vladal 464-505. Manadeva je povezan tudi s Svajambu Chaitya iz Gum Bahala. Tretjič, z drugim velikim licchavidskim kraljem Shivadeva (590-604 ) je povezan napis Boudha; morda je obnovil chaityo.
Zgodovinarji menijo, da se je tradicionalno znanje o žetvi rosnih kapljic sčasoma izgubilo. Kraji, ki se končajo z 'Ti' (ति), imajo podobno zgodovino, kot so Chalati (चलति), Kusunti (कुसिन्ति) in tako naprej. Khaasti Ajimaa (खास्ति अजिमा) je eden od pomembnih Ajima v Katmanduju. Tradicija Newa Ajima velja za super moč. Te ženske energije varujejo narod. Kumarijeva tradicija se nanaša na kraj, imenovan Kumari-gaal, ki je južno od Khaastija. 
Vendar je tudi cesar Trisong Detsen (od 755 do 797) iz Tibetanskega cesarstva tradicionalno povezan z gradnjo Boudhanath stupe. Yolmo Shakya Zangpo iz Helambuja je dvignil Boudhanath. Nepalska princesa Bhrikuti se je poročila s kraljem Tibeta Songcen Gampom. Njegova druga kitajska žena in Bhrikuti sta zaslužni za uvedbo in širjenje budizma v Tibetu. Ob Songcen Gampu je bil Trisong Detsen, prvi dharma kralj pod njim. Medtem ko se je v Tibetu širil budizem in so bili močnejši tudi trgovinski odnosi med Tibetom in Nepalom, je tibetanska ženska vdova odpotovala iz Lase na obisk Khaastija. Pripeljala je svoje štiri sinove in bili očarana, ko so videli, kako so Nevarci zgradili chaityo, meta-simbolično konstrukcijo z različnimi stopnjami sugestije, pronicljivosti in globine. Ženska se je imenovala Jyajhima in bila več dni v senci Khaasti. Navdušena nad gostoljubnostjo Nevarcev, se je s sinovi vrnila v Laso in povedala ljudem zgodbe o dogodivščinah v Nepalu. Navdušila jo je Khaasti, ko je slišala zgodbe o Bhrikuti, ki so se razširile v Lasi. Kot vdova je morala zaprositi kralja za dovoljenje za obisk Khaastija.
Jyajhima, ženska rejka kokoši, je zapisana pri Nevarcih zaradi njene privlačnosti na romanje. Pravijo, da je preživela veliko dni s svojimi štirimi sinovi v prostorih Khaastija, preden se je vrnila v Laso. 

## Potres 2015
Potres v Nepalu aprila 2015 je močno poškodoval stupo Boudhanath in močno razbil zvonik. Posledično je bilo treba odstraniti celotno zgradbo nad kupolo in verske relikvije, ki jih je vsebovala, kar je bilo končano do konca oktobra 2015. Obnova se je začela 3. novembra 2015 z obredno postavitvijo novega osrednjega droga ali drevo življenja na vrhu kupole. 
Projekt rekonstrukcije je bil zelo kritičen po betoniranju chaitye.

## Slike po potresu
- Pogled na stupo Boudhanath
- Oči Boudhanath
- Boudhanath
- Ljudje v dežju okoli Boudhanath
- Bobna v Boudhanath templju
- Budisti molijo v času obnove v Boudhanath templju
- Boudhanath v poilni luni in Buddhajayanti
- Stupa med obnovo
- Boudhanath po obnovi.
- Boudhanath po obnovi.